# IC 391
IC 391 ist eine spiralförmige Radiogalaxie vom Hubble-Typ Sc im Sternbild Giraffe am Nordsternhimmel. Sie ist schätzungsweise 76 Millionen Lichtjahre von der Milchstraße entfernt und hat einen Durchmesser von etwa 60.000 Lichtjahren. Vom Sonnensystem aus entfernt sich das Objekt mit einer errechneten Radialgeschwindigkeit von näherungsweise 1.600 Kilometern pro Sekunde.
Das Objekt wurde am 7. November 1890 von dem britischen Astronomen William Frederick Denning entdeckt und später vom dänischen Astronomen Johan Dreyer in seinem Index-Katalog verzeichnet.